# Tanyochraethes ochrozona
Tanyochraethes ochrozona là một loài bọ cánh cứng trong họ Cerambycidae.